# Alessandra Panelli
Alessandra Panelli (Roma, 20 giugno 1957) è un'attrice italiana.

## Biografia
Figlia d'arte – i genitori erano gli attori Paolo Panelli e Bice Valori – è attiva in televisione e in teatro, dove dirige la "compagnia teatrale delle Diverse Abilità". Negli anni ottanta, insieme al padre Paolo, recitò nello spettacolo teatrale Per quanto, su testi di Stefano Viali, e condusse per tre anni la trasmissione radiofonica Varietà, varietà. Per il cinema partecipa a una dozzina di pellicole dal 1980 al 1995, diretta anche da Federico Fellini. Dal 2003 insegna recitazione presso il Centro sperimentale di cinematografia.

## Filmografia
- La città delle donne, regia di Federico Fellini (1980)
- Un paio di scarpe per tanti chilometri – miniserie TV (1981)
- Vado a vivere da solo, regia di Marco Risi (1982)
- Legati da tenera amicizia (1983)
- Al limite, cioè, non glielo dico (1984)
- State buoni se potete, regia di Luigi Magni (1984)
- Mai con le donne (1985)
- Ginger e Fred, regia di Federico Fellini (1985)
- Grandi magazzini, regia di Castellano e Pipolo (1986)
- I soliti ignoti vent'anni dopo, regia di Amanzio Todini (1987)
- La famiglia, regia di Ettore Scola (1987)
- Nel continente nero, regia di Marco Risi (1993)
- Il grande cocomero, regia di Francesca Archibugi (1993)
- Il cielo è sempre più blu, regia di Antonello Grimaldi (1995)

## Teatro
- Per quanto, con Paolo Panelli (1985)
- Terapia di gruppo (1992)
- L'atelier (1993)
- L'isola che c'è. Viaggio dentro casa
- Detto tra noi

## Radio
- Varietà, varietà (1985-1987)

## Riconoscimenti
- Ciak d'oro
  - 1987 – Candidatura alla migliore attrice non protagonista per La famiglia